# ダンカン級戦艦
ダンカン級戦艦（英語: Duncan class battleship）は、イギリス海軍が第一次世界大戦前に建造した前弩級戦艦の艦級。

## 概要
1898年から1900年の計画によって建造が決定され、1901年に進水、1903年から1904年にかけて相次いで竣工した。設計は高速化したフランス戦艦及びロシアの戦艦「オスリャービャ」に対抗できるように高速軽防御戦艦として設計された。ダンカン、コーンウォリス、エクスマス、ラッセル、アルベマール及びモンテギューなど艦名に提督の名を冠したため、アドミラル型と呼ばれることもある。機関の設計技術が発達したことに伴って高速を発揮することができたことが特徴に挙げられる。

## 艦歴

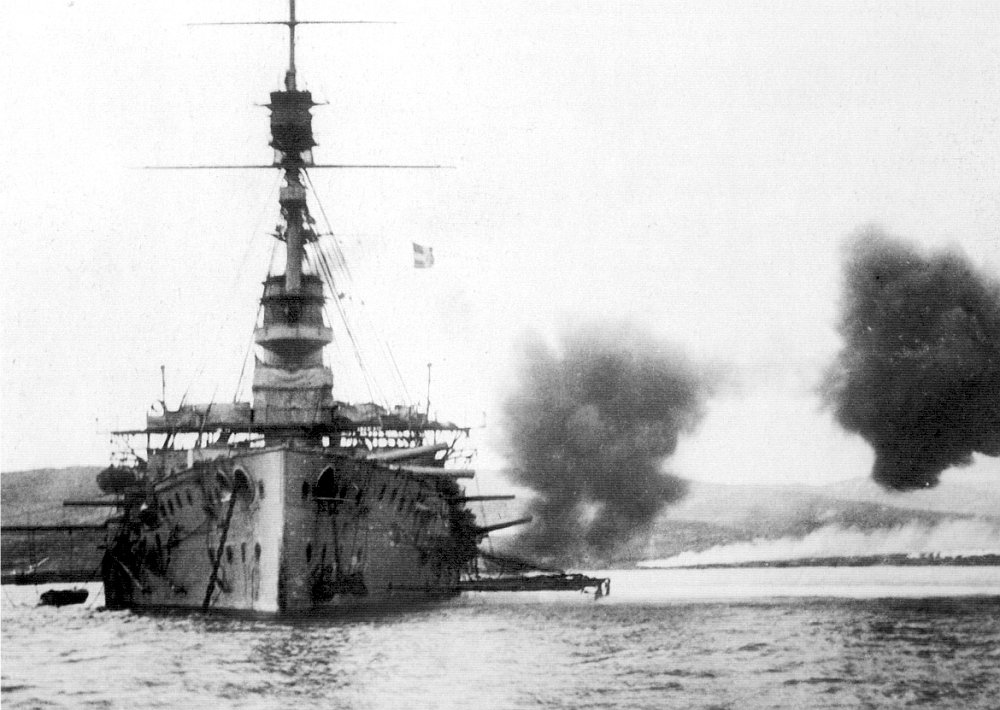
撃沈される前のコーンウォリス

モンタギューは1906年5月30日に座礁して失われたが、残りの艦は第一次世界大戦を戦い、コーンウォリスはドイツ海軍の潜水艦U-32の魚雷攻撃によって撃沈され、ラッセルは機雷に触れて沈んでいる。
生き残った3艦は陳腐化によって1919年から翌年にかけて除籍された。

## 参考図書
- 「世界の艦船増刊第30集　イギリス戦艦史」(海人社)